# Сухогруз

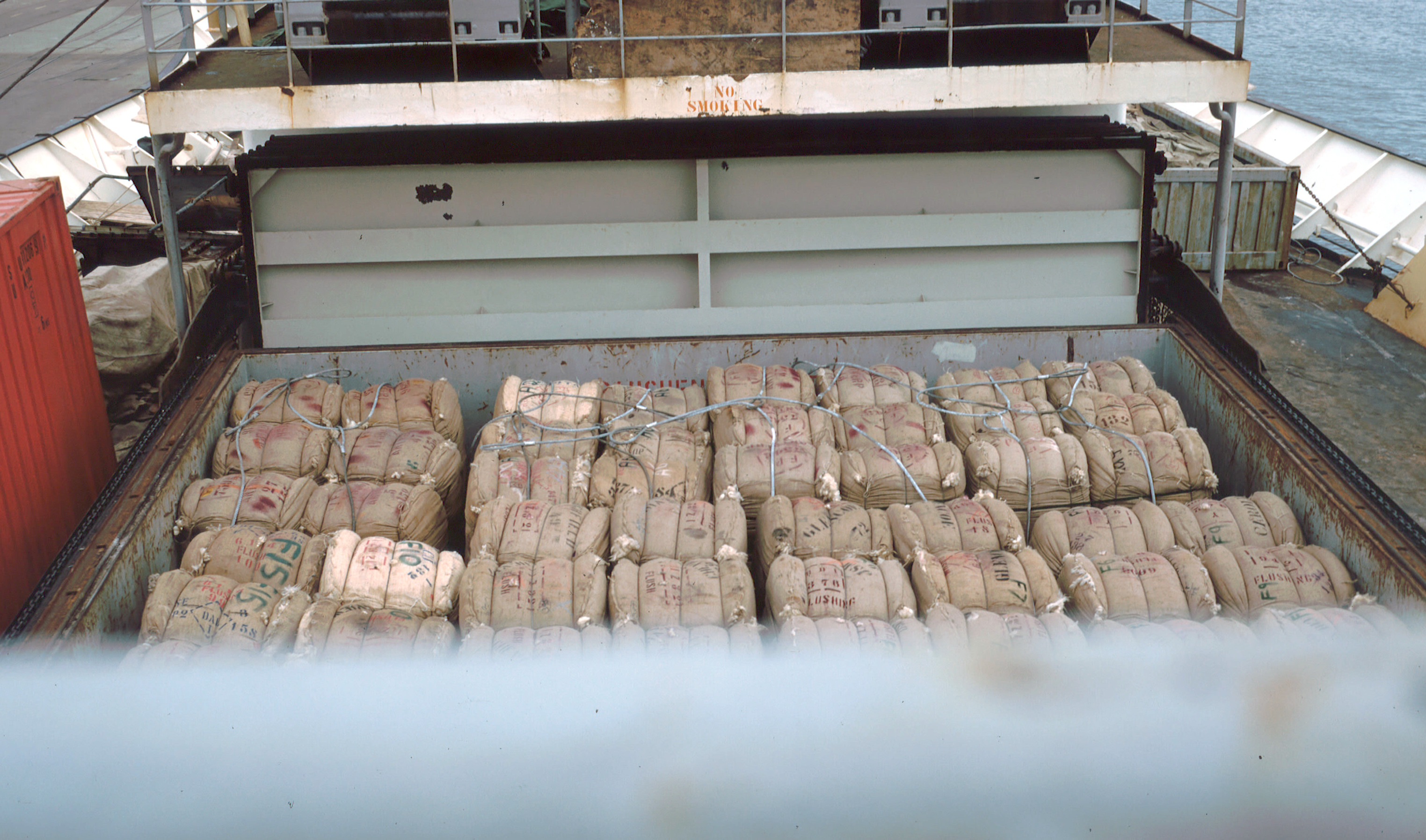
Груз шерсти в трюме сухогруза

Сухогру́з, или сухогру́зное су́дно, — грузовое судно речного или морского базирования, приспособленное для перевозки различных сухих грузов, например сыпучих (в частности, зерна), леса, щепы, минеральных удобрений, специальных контейнеров международного стандарта и др. Грузы могут быть упакованы различными способами — в ящиках, в тюках, в бочках и т.д. Часто оснащается двойным дном и бортами для повышения безопасности плавания.
Сухогрузы снабжены кранами и стрелами для погрузочно-разгрузочных работ. Сухогрузы обычно имеют две палубы и объемные грузовые трюмы, которые занимают основную часть корпуса. Как правило, на современных сухогрузах также есть один рефрижераторный трюм, предназначенный для перевозки грузов, требующих охлаждения.

## Типы сухогрузов
По типу перевозимых грузов различаются следующие виды сухогрузов:
- Балкер, или навалочник  — специализированное судно для перевозки грузов насыпью и навалом, таких как зерно, уголь, руда, цемент и других сыпучих грузов
- Контейнеровоз — судно для перевозки грузов в ISO-контейнерах
- Лесовоз  — судно для перевозки леса
- Ролкер — судно для перевозки грузов на колесной базе: автомобили, грузовой транспорт, железнодорожные вагоны

Существуют и другие типы сухогрузов, а также комбинированные и универсальные сухогрузные суда, способные перевозить грузы нескольких видов.